# Hünenkapelle (Oerlinghausen)

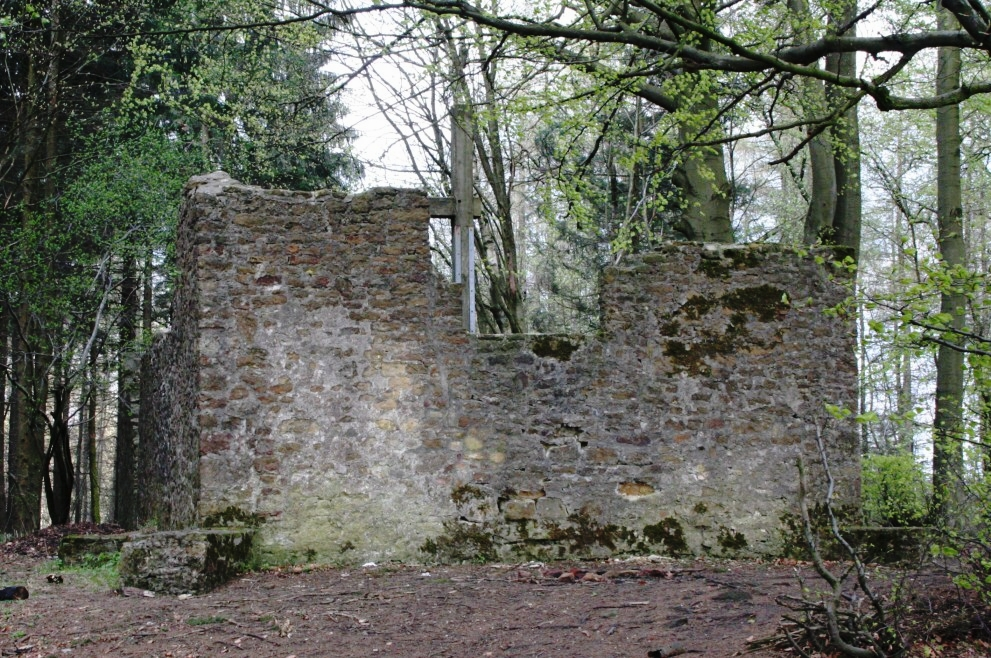
Tönskapelle

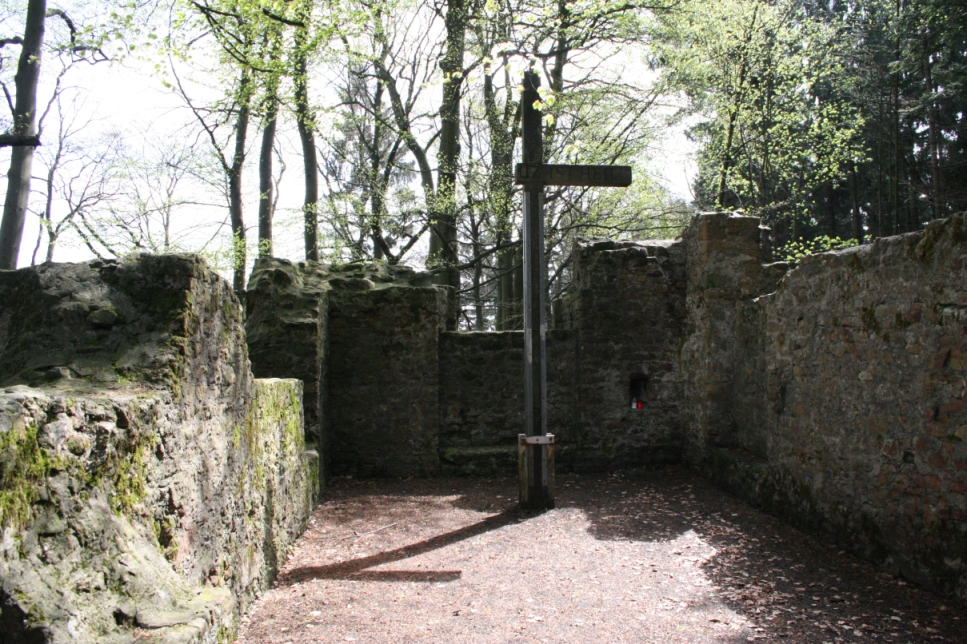
Tönskapelle Innenansicht mit beschädigtem Kreuz (Mai 2006)

Die Hünenkapelle (auch Hünenkirche, Tönskapelle oder Antoniuskapelle genannt) auf dem Rücken des Tönsbergs in Oerlinghausen ist die Ruine einer frühmittelalterlichen Saalkirche, von der heute nur noch die Umfassungsmauern erhalten sind. Umgeben ist sie von einer Ringwallanlage, die als „Sachsenlager“ bezeichnet wird. Sie bildet eine von fünf vorchristlichen Befestigungsanlagen in Lippe. Die Hünenkapelle ist mit der Nummer 42 als Baudenkmal in die städtische Denkmalliste eingetragen.
Zum Ursprung der Hünenkapelle sind keinerlei schriftliche Nachrichten überliefert. Der Historiker Nicolaus Schaten deutete sie im 17. Jahrhundert als Dankkapelle Karls des Großen für seinen Sieg über die Sachsen. Die Kapelle soll lange Zeit ein Wallfahrtsort für Pilger gewesen sein. Im Dachgeschoss befand sich eine kleine Kammer, in der ein Einsiedler gelebt haben soll, der sich um die Instandhaltung der Kapelle kümmerte. Die Kapelle war dem Schutzpatron der Einsiedler, dem Heiligen Antonius geweiht. Das ursprüngliche in der Hünenkapelle vorhandene romanische Holzkreuz wurde nach der Zerstörung der Kapelle im Jahr 1548 in die Krypta des Paderborner Doms verbracht, wo es auch heute noch aufbewahrt wird.
In der Kapelle steht heute ein etwa zwei Meter großes Holzkreuz mit der Inschrift „Im Kreuz ist Heil“ (ein Zitat von Thomas von Kempen). Das Kreuz wurde 1977 in einem Gottesdienst eingeweiht. Zuvor stand ebenfalls ein Kreuz in der Kapelle, dieses wurde 1953 von Mitgliedern der Katholischen Jugend errichtet.
Etwa 1930 wurde von Hermann Diekmann vermutet, dass die Kapelle der Standort der Irminsul gewesen sei. Maßgeblich verbreitet, auch außerhalb von Lippe, wurde diese These durch Hans Reinerth. Diese Theorie war jedoch auch damals eine Minderheitenmeinung und gilt heute als widerlegt. Dennoch ist sie der Grund dafür, dass auch heute noch manche Gruppierungen der Asatru den Tönsberg als eine Kultstätte sehen und es im Bereich der Kapelle immer wieder zur Zerstörung christlicher Symbole, wie etwa dem hölzernen Kreuz, kommt.
Das Archäologische Freilichtmuseum Oerlinghausen bietet Führungen zu der Anlage an. Seit 1996 führt ein Meditationsweg über den Tönsberg zu der Ruine.
In Hermann Löns’ Schilderung Frau Einsamkeit, erschienen 1911 in dem Band Da draußen vor dem Tore. Heimatliche Naturbilder, wird die Hünenkapelle erwähnt; es heißt dort: „… So stieg ich bergauf, an der Hünenkapelle auf dem Tönsberg vorüber, durch Buchenwald, in dessen Schatten die Bickbeersträucher strotzten …“.
Die Hünenkapelle wurde 1923 auf einem Notgeldschein der Lippischen Landesbank abgebildet.

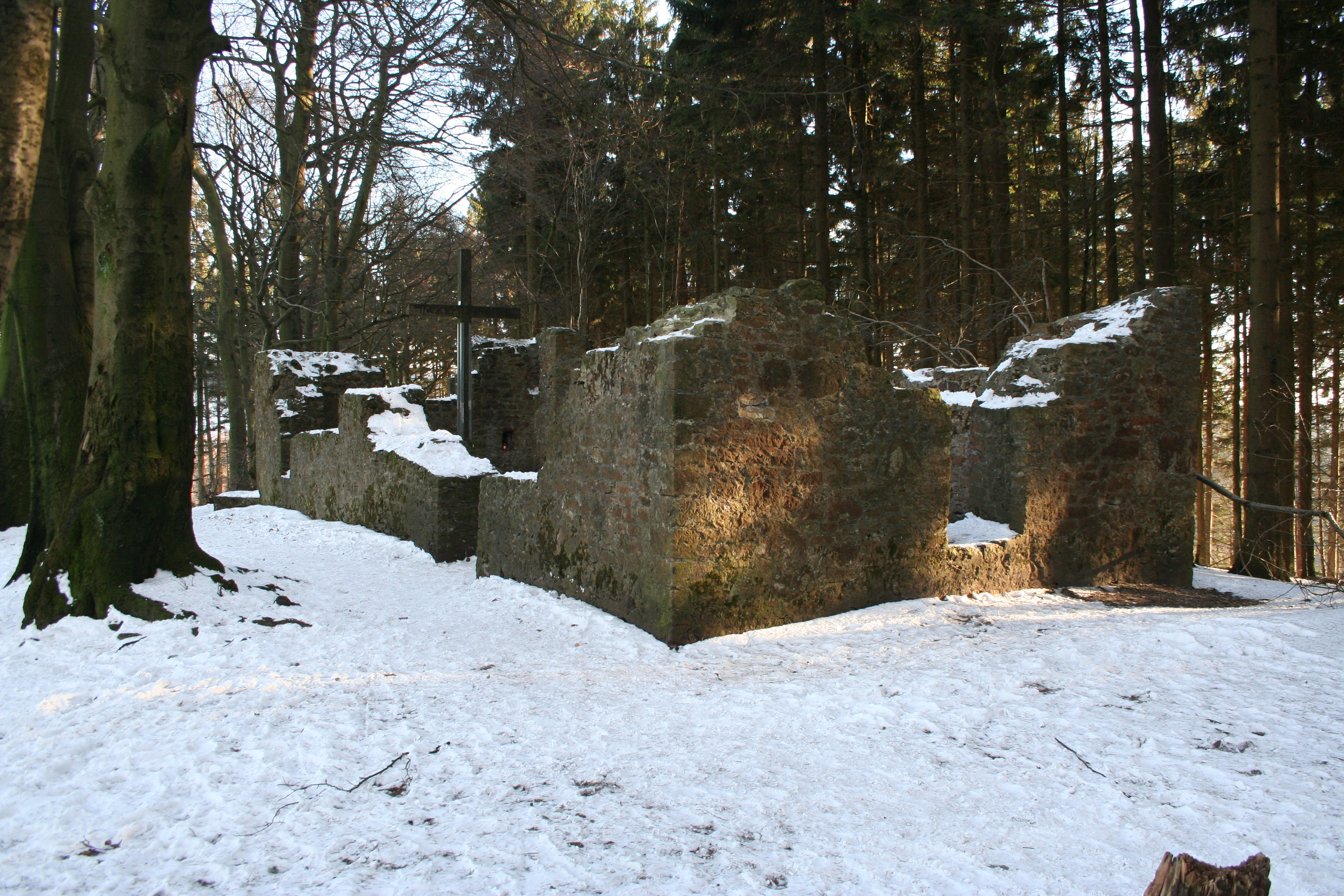
Die Hünenkapelle im Winter
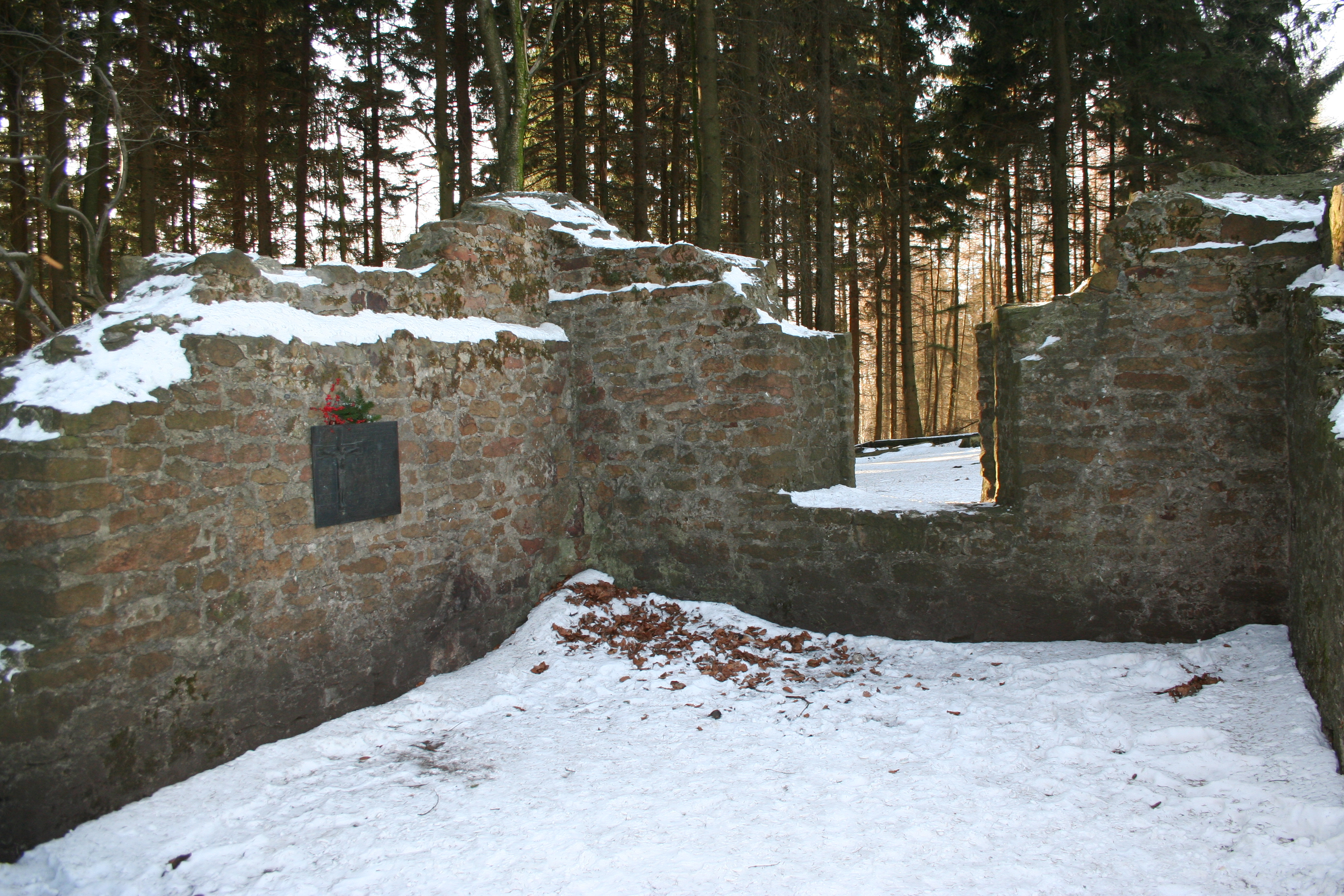
Der Innenraum der Hünenkapelle
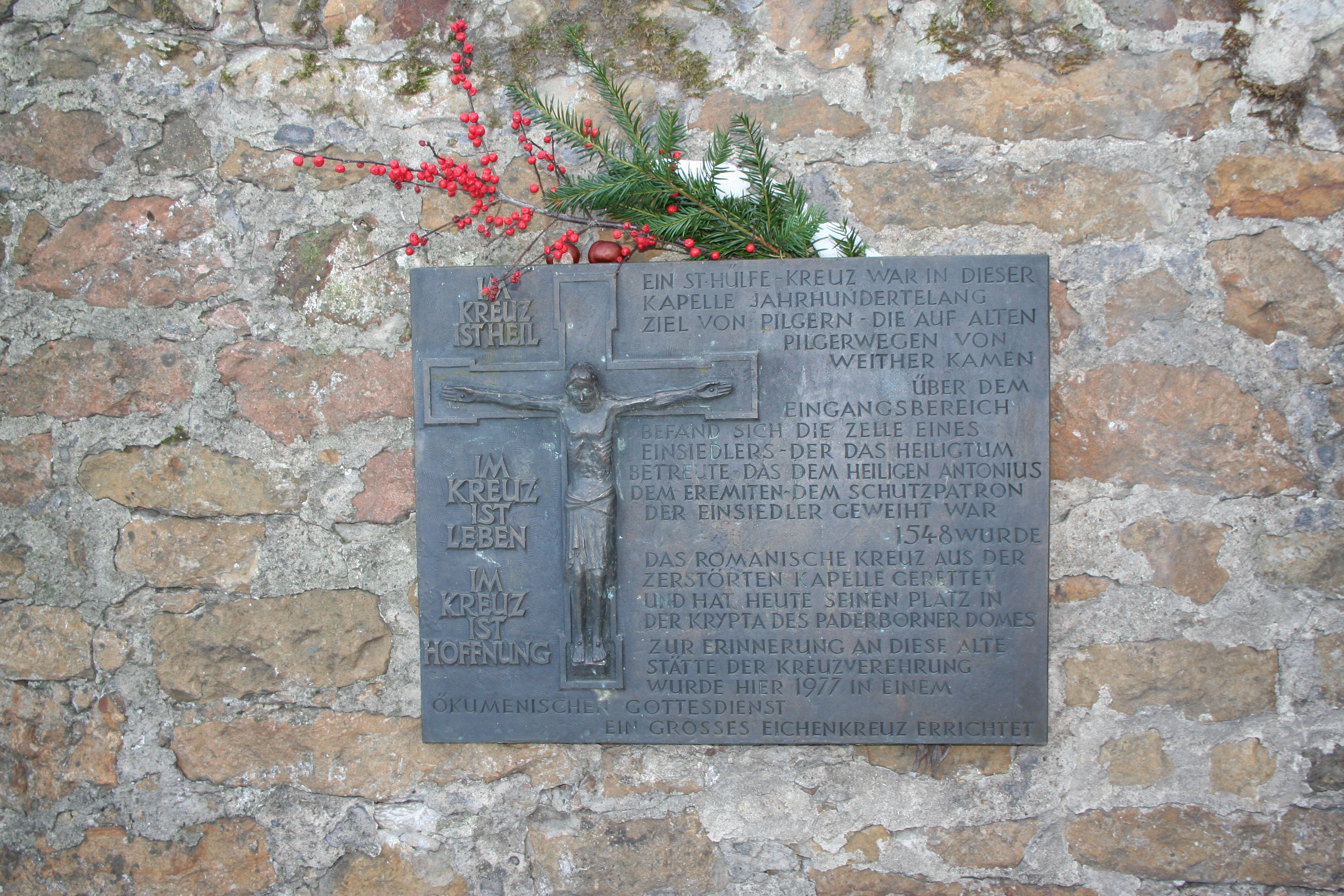
Tafel im Innenraum der Kapelle
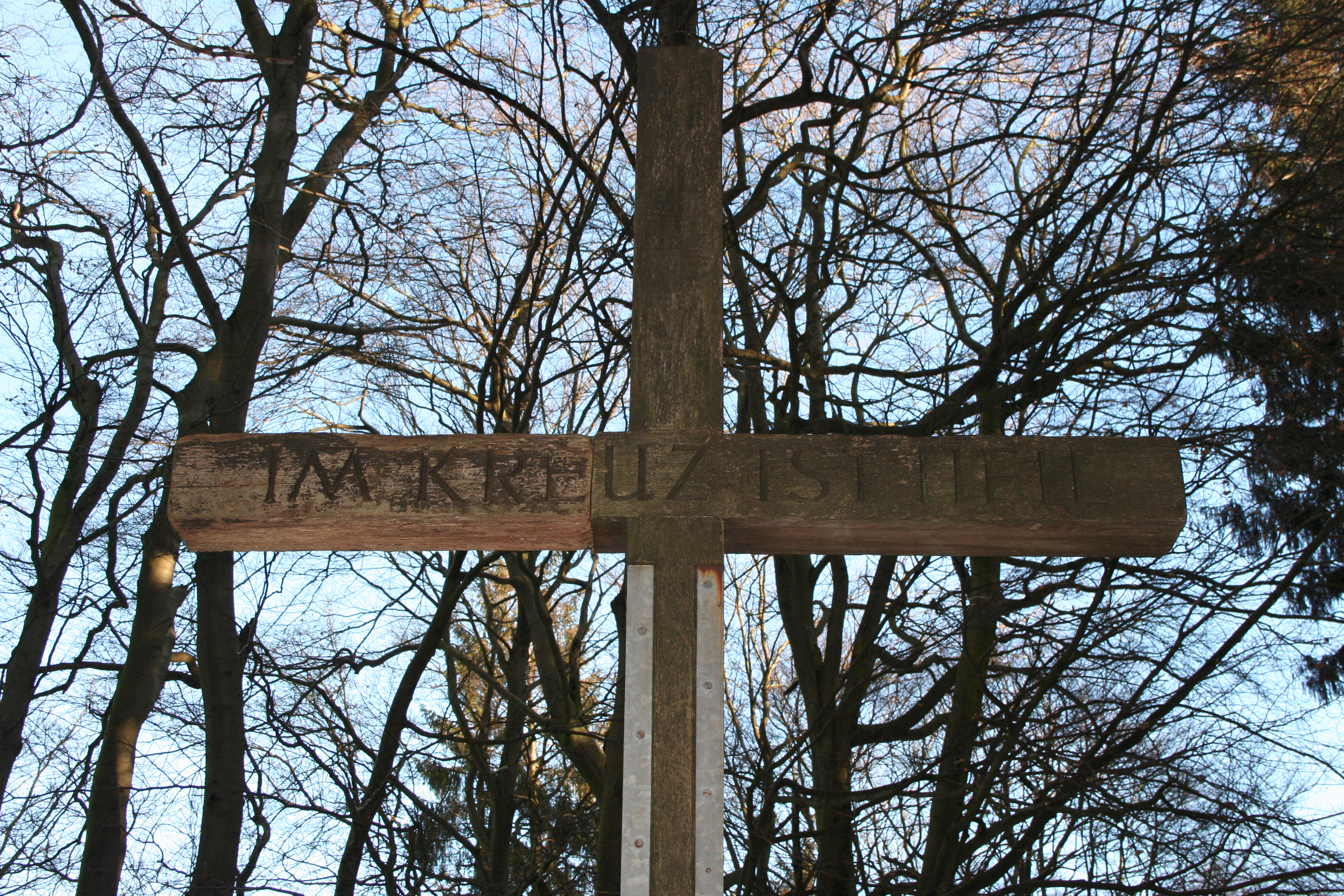
Detailaufnahme des hölzernen Kreuzes mit dem Spruch „Im Kreuz ist Heil“ von Thomas von Kempen.